# Tubal (Lotto)
La tarsia Tubal o Sacrificio de Tubal musico fa parte delle tarsie del coro della basilica di Santa Maria Maggiore. È collocata sul presbiterio nella parte dedicata al coro dei religiosi, ala destra e quinto stallo. Il disegno fu realizzato nel 1524 dal pittore Lorenzo Lotto e realizzato poi da Giovan Francesco Capoferri.

## Storia
La congregazione della Misericordia Maggiore, che amministrava la basilica mariana, e che aveva deciso di completare il presbiterio con il coro, il 12 marzo 1524 affidò a Lorenzo Lotto la realizzazione dei disegni per le tarsie. Il 4 ottobre 1524 il disegno fu registrato nel Liber Fabrices come Sacrificij Tubalis con altri disegni. La realizzazione è probabilmente poco precedente, datata intorno al 20 settembre come indicato nella lettera che Lotto inviò alla Congregazione della Misericordia.
La realizzazione di Lorenzo Lotto non trova tutti concordi, forse il primo disegno è stato eseguito da Francesco Russo come altri disegni, venendo poi terminati dal Lotto. Questo verrebbe anche indicato dal fatto che il disegno non fu mai restituito all'artista come indicato dai registri del Consorzio per la lievità delle correzioni. La storia fu quindi disegnata su due cartoni differenti:  il primo disegnato dal Rosso con la figura umana, mentre Lotto realizzò successivamente il cartone con tutto quello che riempie l'opera, quella parte che ha permesso il riconoscere il personaggio raffigurato grazie proprio alla sua storia, che Lotto disegna. 
Il Capoferri realizzò la tarsia nel medesimo anno venendo poi profilata da Ludovico da Mantova nel 1530 e successivamente terminata ancora dall'artista loverese.

## Descrizione

### Tarsia
La tarsia o impresa presenta nella parte centrale l'immagine del giovane Tubal o Iubal figlio di Jafet nonché nipote di Noè, discendente di Caino, considerato inventore della musica, come indicherebbe il suo nome che in ebraico è il corno, posto in profilo, nudo, coperto solo da un mantello peloso, con i capelli scuri e ricci, seduto tra due piante nell'atto di suonare uno strumento a fiato con canne. Lotto indicò non solo il personaggio come inventore della musica ma fratello di Iabel, colui che ha creato anche l'idolatria.
Il significato di Tubal è però negativo: «Tubal, qui fuit inventor musicae: de qua dicitur: Aures per canora musica tentat», la musica come tentazione degli uomini che dà diletto ai sensi, ma è un godimento inutile, che porta alla dissolutezza. Non fu mai considerato inventore quindi della musica sacra.
Lotto rappresenta nei suoi disegni quanto indicato da Niccolò di Lira. Iabel, infatti, è raffigurato nella tenda da lui stesso costruita, dove vi sono posti degli idoli che lui adora con preghiere che sono seguite e accompagnate della musica di Tural. Questa parte è quella disegnata dal Lotto e risulta essere la migliore, la più armoniosa. La tenda è una struttura fissa, posta contro una roccia, sotto cui, su di un altare vi sono due statuette di idoli. Il giovane è inginocchiato, con le mani giunte in preghiera. Alcuni strumenti musicali soo posti accanto: un flauto di Pan, un corno animale, una lira, una viola da gamba e un timpano.

### Coperto

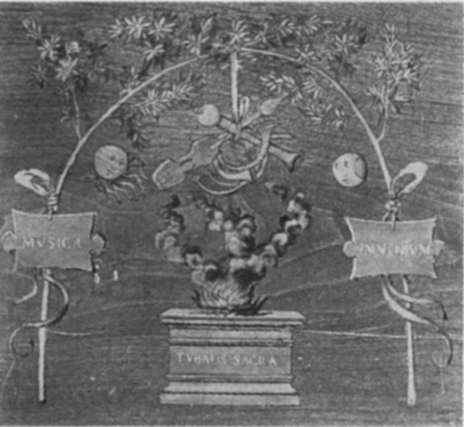
Coperto - La musica

Il disegno realizzato dal Lotto fu consegnato con altri quattro con la scritta per miser Baptista Suardo, furono quindi realizzato per l'importante personaggio della famiglia Suardi per il quale l'artista aveva realizzato la Cappella Suardi, che era anche tra i consigliori della congregazione.
Il coperto raffigura un altare antico con un fuoco acceso dal quale si sprigiona un alto fumo. Sul fronte dell'ara vi è la scritta TUBALIS SACRA, ed è proprio questo il titolo che Lotto dà a questa impresa sacrificio di Tubal. Due alberi tagliati formano un arco intoro all'altare legati da un nastro al quale sono appesi vari strumenti musicali si a fiato che a corda. Ai due alberi vi sono legate due scritte MUSICAL INVENTUM riprendendo l'invenzione della musica da parte di Tubal.
Il sole che volge lo sguardo al fuoco, e la luna rivolta agli strumenti musicali, sono appesi internamente alle due piante, in uno spazio troppo angusto i due maggiori astri che sono oscurati anche dal denso fumo. Proprio a questo era volto il messaggio del pittore veneziano: l'adorazione degli astri oscura lo spirito di Dio che neppure la musica può svelare. “Vano è il sacrificio e vana la sua invenzione” scrisse interpretando il coperto la storica Cortesi Bosco, invenzione e adorazione che non possono avvicinare a Dio.